# Oleg Bebenin
Oleg Bebenin, také Oleg Bjabenin bělorusky Алег Мікалаевіч Бябенін, rusky Олег Николаевич Бебенин (14. června 1974 Kostroma – 3. září 2010 Pjarchurava, bělorusky  Пярхурава, nedaleko města Minsk), byl běloruský novinář.

## Život
Narodil se v rodině vojenského prokurátora.  Vystudoval žurnalistiku na Běloruské státní univerzitě v Minsku. Poté pracoval v novinách Běloruskaja dělovaja gazeta (běloruskyБелорусская деловая газета) a později pracoval jako zástupce šéfredaktora nezávislých novin Imja. Známý se stal jako redaktor protivládního webu Charta 97, jehož byl v roce 1998 spoluzakladatelem.
Bebenin byl ženatý a měl dvě děti.

## Smrt
Oleg Bebenin byl dne 3. září 2010 nalezen ve své dače, poblíž Minska, oběšený. Byl pohřben dne 6. září na východním hřbitově v Minsku.
Bebeninova smrt vyvolala značný ohlas v masmédiích. Generální prokuratura Běloruska uvedla, že smrt nastala v důsledku sebevraždy, ale řada osobností uvedla, že této verzi nevěří.